# Simon Langham
Simon Langham OSB (* um 1315 in Langham, Rutland; † 22. Juli 1376 in Avignon) war ein englischer Prälat und Politiker. Als Mönch aus wohl relativ einfachen Verhältnissen stieg er zu höchsten geistlichen und weltlichen Ämtern auf. Er bekleidete zahlreiche geistliche Ämter, darunter das des Erzbischofs von Canterbury und wurde 1368 zum Kardinal erhoben. Dazu diente er zeitweise als königlicher Treasurer und als Lordkanzler von England. Er war der letzte Mönch, der das Amt des Erzbischofs von Canterbury innehatte.

## Herkunft und Aufstieg zum Abt von Westminster Abbey
Über die Jugend von Langham ist wenig bekannt. Er war ein Sohn von Thomas Langham, der nach dem Dorf Langham in Rutland benannt wurde. In Langham besaß Westminster Abbey Grundbesitz, und vor 1339 trat Langham als Mönch in die Abtei ein. 1346 vertrat er die Abtei bei dem alle drei Jahre stattfindenden Ordenskapitel der englischen Benediktiner in Northampton. Im selben Jahr begann er ein Studium in Oxford. 1348 kehrte er ohne Abschluss nach Westminster zurück, vielleicht wegen des Ausbruchs der Pest in Oxford. Auf dem Höhepunkt der Pestepidemie wurde er am 10. April 1349 zum Prior und nur wenige Wochen später, am 27. Mai, zum Abt von Westminster Abbey gewählt. Die Bewältigung der Folgen der Pestepidemie bedeuteten eine schwere Aufgabe für den neuen Abt, zusätzlich musste Langham die erheblichen Schulden seines Vorgängers übernehmen. Auch die geistliche Disziplin des Konvents war vernachlässigt. In seiner Amtszeit als Abt unternahm Langham große Anstrengungen, um diese Probleme zu bewältigen. Um die wirtschaftliche Lage der Abtei zu verbessern, verpachtete er verstärkt den Grundbesitz der Abtei, den er durch Zukäufe noch vergrößern konnte. Dadurch gelang es ihm, nicht nur die Schulden zu tilgen, sondern die Abtei wieder zu Wohlstand zu führen. Unter seiner Führung wurde der Neubau des Kreuzgangs der Abtei im Perpendicular Style abgeschlossen. Mit gesundem Urteilsvermögen und Pragmatismus gelang es Langham, auch die geistliche Disziplin seines Konvents zu heben. Aufgrund seiner Verdienste und späteren Schenkungen wird er auch als zweiter Gründer von Westminster Abbey bezeichnet.

## Aufstieg zum königlichen Treasurer und zum Bischof von Ely
Nach John Flete, der Mitte des 15. Jahrhunderts eine Chronik von Westminster Abbey verfasste, war Langham ein hervorragender Reformer, weiser Ratgeber und redegewaltiger Prediger. Nach Langhams Zeitgenossen John Reading († 1368/69) war er dagegen anmaßend und ehrgeizig. Trotz dieser widersprüchlichen Beurteilungen war Langham sicherlich ein hervorragender Verwalter. Dies bemerkte auch König Eduard III., der ihn am 23. November 1360 zum Treasurer ernannte.
Langham behielt sein Amt als Abt und dessen Verpflichtungen bei. Als Treasurer bemühte sich Langham, die durch den Hundertjährigen Krieg entstandenen Schulden des Königs zu tilgen. 1361 wählten ihn sowohl die Kathedralkapitel von London wie von Ely zum Bischof, doch Langham schlug das Amt des Bischofs von London aus, da er sich dem Benediktinerorden verbunden fühlte, zu dem das Kathedralkapitel von Ely gehörte. Am 22. Januar 1362 wurde Langham von Papst Innozenz VI. als Bischof von Ely bestätigt und am 20. März wurde er von Bischof William Edington von Winchester in der Londoner St Paul’s Cathedral zum Bischof geweiht.

## Lordkanzler und Erzbischof von Canterbury
Am 21. Februar 1363 ernannte der König Langham zum Kanzler. In diesem Amt eröffnete er 1363 als erster Kanzler das Parlament auf Englisch. Zu seinen Aufgaben als Kanzler gehörte es, für die königliche Politik Gesetze zu erlassen. Dazu gehörten 1365 das geänderte Statute of Praemunire, durch das strengere Begrenzungen für Appelle an den Papst erlassen wurden. In Langhams Diensten stiegen weitere Geistliche zu hohen Ämtern auf. William Wykeham ernannte er 1363 zum Keeper of the Privy Seal, und später gehörte der spätere Kardinal Adam Easton zu seinem Haushalt. Zufrieden mit Langhams Arbeit, nominierte ihn der König 1366 für das Amt des Erzbischofs von Canterbury. Nach seiner Wahl bestätigte ihn Papst Urban V. am 24. Juli 1366 als Erzbischof und Oberhaupt der englischen Kirche.
Auch als Erzbischof kümmerte sich Langham gewissenhaft um die Verwaltung und die Seelsorge seiner Diözese. Im September 1367 legte er sein Amt als Kanzler nieder. Langham setzte neue Bestimmungen zur Begrenzung der Ämterhäufung in der Kirche um und versuchte, durch Visitationen von Kirchen und Klöstern Missstände abzustellen. 1367 erteilte er dem reformatorischen Priester John Ball Predigtverbot und 1368 griff er in einen erbitterten theologischen Streit zwischen Uthred Boldon († 1396) und William Jordan, zwei Theologen der Universität Oxford ein, indem er selbst 30 Artikel zur Gnade und Erlösung von Ungläubigen verfasste.

## Kardinal der Kurie

### Erhebung zum Kardinal
Bereits nach zwei Jahren endete jedoch seine Amtszeit als Erzbischof, als ihn Papst Urban V. am 22. September 1368 zum Kardinalat erhob und ihn zum Kardinalpriester von San Sisto ernannte. Langham nahm dieses Amt an, ohne zuvor den König um Erlaubnis zu bitten. Er hoffte wohl, als einflussreicher Kardinal auch am Papsthof dem König dienen zu können, doch der König war verärgert und mutmaßte, dass Langhams Loyalität nun nicht mehr vor allem England, sondern eher der römischen Kirche galt. Unverzüglich zog er die Temporalien des Erzbischofs ein, wodurch Langham sofort ohne Einkünfte war, und verzögerte bis zum 28. Februar 1369 Langhams Abreise nach Avignon.

### Dienst als Diplomat
Obwohl er nicht mehr Erzbischof war, wurde Langham in Avignon auch als Kardinal von Canterbury bezeichnet. 1370 nahm er am Konklave teil, das Gregor XI. zum neuen Papst wählte. Diesem diente Langham in mehreren diplomatischen Missionen, um im Krieg zwischen Frankreich und England zu vermitteln. Durch die Unnachgiebigkeit der beiden Könige blieben Langhams Bemühungen ohne erfolglos. Nur zwischen dem englischen König und Graf Ludwig II. von Flandern konnte Langham 1372 einen Frieden vermitteln. Dazu wurden seine diplomatischen Leistungen weder in England noch am Papsthof anerkannt. In England galt er selbst seinen Freunden als zu papstfreundlich, während die Mehrheit des französisch dominierten Kardinalskollegiums ihm als Engländer misstraute. Dieses Misstrauen wurde noch dadurch verstärkt, dass Langham als Kardinal einmal aus Ehrerbietung vor dem englischen König entgegen den Gebräuchen den Hut zog. Der Papst selbst vertraute jedoch weiter Langham und ernannte ihn 1373 zum Kardinalbischof von Palestrina, doch trotz dieses Ranges blieb Langham an der Kurie weiterhin ein Außenseiter. Obwohl er noch Einkünfte aus seinen Benefizien, darunter die Archidiakonate von Wells und York sowie aus Kanonikerstellen in Lincoln und York bezog, hatte er als Kardinal geringere Einkünfte als als Erzbischof von Canterbury. Dennoch blieb er bis zu seinem Tod ein großzügiger Wohltäter von Westminster Abbey und von anderen Klöstern.

### Resignation und Tod
Angesichts seiner schwachen Position am Papsthof hoffte Langham 1374, als Nachfolger von William Whittlesey erneut zum Erzbischof von Canterbury gewählt zu werden. Zwar war das Kathedralkapitel einer erneuten Wahl von ihm nicht abgeneigt, doch da offensichtlich weder der Papst noch der König dieser Wahl zustimmen würden, wurde stattdessen Simon Sudbury zum neuen Erzbischof gewählt. Als feststand, dass Papst Gregor 1376 den Papsthof wieder von Avignon nach Rom verlegen wollte, erhielt Langham die Erlaubnis, sich nach England zurückziehen zu dürfen. Bevor er aufbrechen konnte, starb er, möglicherweise an einem lähmenden Schlaganfall. Er wurde in der Kirche der Kartause von Bonpas bei Caumont-sur-Durance in der Nähe von Avignon beigesetzt. Drei Jahre nach seinem Tod wurden seine Gebeine nach Westminster Abbey überführt, wo er als einziger Erzbischof von Canterbury in einem prächtigen, von Henry Yevele und Stephen Lote geschaffenen Grabdenkmal beigesetzt wurde. In Westminster hatte er eine Kanonikerstelle für sein und das Seelenheil seiner Familie gestiftet, der er Besitzungen mit 40 Mark Jahreseinkünften übergab. Dazu vermachte er der Abtei selbst Grundbesitz im Wert von fast £ 1000, seine beachtenswerte Bibliothek, Gewänder und Silbergeschirr sowie £ 400 für den weiteren Ausbau der Abteikirche.

## Sonstiges
Langham gilt als Verfasser von drei zur Ehre von Katharina von Siena, mit der im Briefwechsel stand, geschriebenen Kirchenliedern.